# Grootaartsbisdom
Een grootaartsbisdom is een aartsbisdom dat op grond van de verleende kerkrechtelijke jurisdictie tussen een patriarchaat en een aartsbisdom gerangschikt staat. De naam wordt gebruikt binnen de oosters-katholieke kerken. Aan het hoofd van een grootaartsbisdom staat een grootaartsbisschop.
Er zijn vier grootaartsbisdommen in de oosters-katholieke kerken:
- Grootaartsbisdom Kiev-Galicië (Oekraïense Grieks-Katholieke Kerk):

In 1963 werd het aartsbisdom Lviv omgezet in een grootaartsbisdom. In 2004 werd de zetel van het grootaartsbisdom gevestigd in Kiev en werd de naam ervan gewijzigd in Kiev-Galicië.
- Grootaartsbisdom Făgăraş și Alba Iulia (Roemeense Grieks-Katholieke Kerk):

In 2005 werd het aartsbisdom Făgăraş și Alba Iulia omgezet in een grootaartsbisdom.
- Grootaartsbisdom Ernakulam-Angamaly (Syro-Malabar-Katholieke Kerk):

In 1992 werd het aartsbisdom Ernakulam omgezet in een grootaartsbisdom en werd de naam ervan gewijzigd in Ernakulam-Angamaly.
- Grootaartsbisdom Trivandrum (Syro-Malankara-Katholieke Kerk):

In 2005 werd het aartsbisdom Trivandrum omgezet in een grootaartsbisdom.